# Équatif (cas)
Le cas équatif s'emploie dans certaines langues pour exprimer la comparaison, l'assimilation ou l'identité. Il est aussi appelé parfois comparatif.
En ossète, l'équatif est marqué par la terminaison -ау (prononcer [au]) :
фæт — flèche, фæтау — comme une flèche.
Ницы фенæгау йæхи акодта — litt. Rien voyant-comme soi-même fit (« [il ou elle] feignit de ne rien voir »)
En quechua, on utilise le suffixe -naw (variantes centrales) ou -hina (variantes périphériques) :
khuchi-hina-n mikhu-n — il mange comme un cochon.

## Sources et références
1. ↑  César Itier, Parlons quechua, L'Harmattan, 1997  (ISBN 2-7384-5602-2)